# Ветохин, Юрий Александрович
Юрий Александрович Вето́хин (19 марта 1928, Ленинград, СССР — 6 марта 2022, Сан-Диего, США) — писатель, общественный деятель, перебежчик, трижды совершивший попытки бежать из Советского Союза, отбывший 8 лет заключения в тюрьмах и специализированных психиатрических лечебницах и смогший после этого в 1979 году (в возрасте 51 года) сбежать, спрыгнув ночью через иллюминатор круизного теплохода с 8 метровой высоты и проплыв в океане за 20 часов около 30 км до индонезийского острова Бачан. В дальнейшем попросил политического убежища и переехал в США.
Автор книги воспоминаний «Склонен к побегу» (англ. «Inclined to escape»), впервые вышедшей в 1983 году и выдержавшей множество переизданий.

## Биография
Родился в Ленинграде 19 марта 1928 года в семье Александра Сергеевича и Елизаветы Яковлевны Ветохиных. Мать дала Юрию основы религиозного воспитания (что было редкостью в те времена), а отец, работавший агрономом, заметил и поощрил в нём склонность к литературе. В 1930-х годах проживали в городе Луга Ленинградской области.
В феврале 1942 оставшиеся в блокадном Ленинграде родители Юрия Ветохина умерли. Сам же Юрий полуживым 13-летним подростком был вывезен дядей из окружённого Ленинграда по льду Ладожского озера на эвакуационный пункт Войбокало.

### Учёба и карьера
После войны, вернувшись в Ленинград и закончив школу Юрий Ветохин поступил в Ленинградское военно-морское училище, по окончании которого получил специальность штурмана дальнего плавания и офицерское звание. В начале 1950-х служил штурманом на одном из кораблей Тихоокеанского флота во Владивостоке; являлся членом компартии.
В 1951 женился. Супруга — Татьяна Ивановна. В 1954 она написала заявление в парторганизацию военной части, где служил Ветохин, обвинив мужа в антисоветизме. После проведения расследования и допросов по этому обвинению Ветохин совершил попытку самоубийства. В 1955 году Юрий и Татьяна развелись. В 1958 году, уйдя с военной службы, переехал в Ленинград. 
На протяжении 1960-х работал главным инженером вычислительного центра Ленинградского инженерно-экономического института, вступил в Ленинградское городское литературное объединение и начал готовиться к побегу за границу.

### Первый побег
13 августа 1963 года совершил неудачную попытку переплыть границу СССР из Батуми в Турцию: потеряв ориентацию в ночной шторм, был снесен течением на север — к городу Поти. Не имея одежды и вызвав подозрения у пограничников, 14 августа был арестован и доставлен в штаб пограничных войск Аджарской АССР. Сумел скрыть намерения побега, представившись пловцом-марафонцем. После 8 суток задержания и допросов был освобождён.
По возвращении в Ленинград, в сентябре 1963 года, вышел из партии и уволился с прежней работы. С 1964 по 1966 работал ведущим инженером в Бюро механизации инженерного труда Ленинградского совнархоза и возобновил подготовку к новому побегу из СССР.

### Второй побег и нахождение в заключении
12 июля 1967 осуществил вторую попытку побега с южного побережья Крыма, однако был обнаружен, настигнут пограничным кораблём и поднят на борт, арестован, отправлен на допрос в Симферополь; получил обвинение по статьям 17 УК УССР («Преступления в состоянии психиатрического расстройства») и 75 УК УССР («Незаконное пересечение границы», предусматривавшей срок заключения до 3 лет), а затем переквалификация на статьи 17 и 56 УК УССР («Измена родине» — от 10 до 15 лет лишения свободы или расстрел), что, при наличии статьи 17, фактически означало бессрочное заключение в «спецпсихбольницу» — широко практикуемый в СССР метод расправы с инакомыслящими.
До вынесения приговора содержался в Харьковской, затем в Херсонской тюрьме. Судебно-психиатрической экспертизой УССР был признан здоровым. В декабре 1967 года Ветохин был этапирован в Москву с пометкой на личном деле «склонен к побегу», которая и стала в последствии названием его книги.
Содержался в Бутырской и Лефортовской тюрьмах. Был направлен в секретное политическое отделение № 4-Е Всесоюзного НИИ судебной психиатрии им. Сербского, сотрудниками которого был признан невменяемым и в марте 1968 года Юрий Ветохин был направлен в Днепропетровскую психиатрическую спецбольницу. В больнице Ветохину назначили курсы серы, инсулина, галоперидола и в результате такого «лечения», в конце 1974 года он, с подорванным здоровьем, стал практически лежачим больным.

### Освобождение и третий побег
В 1975 написал заявления с признанием себя психбольным, и по этой причине совершившим попытку бежать из СССР, а также, что теперь он излечен и не помышляет о побеге. 23 сентября 1975 года врачебная комиссия приняла решение о выписке Ветохина из спецбольницы и переводе на принудительное лечение в Ленинградскую областную психбольницу, где он пробыл под наблюдением ещё год.
Решением Ленинградского суда от 15 сентября 1976 года Юрий Ветохин был освобожден от принудительного лечения.
После освобождения работал грузчиком и готовился к новому побегу. В октябре 1979 года приобрёл путёвку на корабль, совершавший круиз из Владивостока вдоль Японских и Филиппинских островов до экватора и обратно (без захода в порты). 28 ноября в составе группы туристов прилетел во Владивосток. 29 ноября круизный теплоход «Ильич» с 500 туристами, включая Ветохина, отправился в путешествие.
9 декабря 1979 года, когда теплоход, готовясь к возвращению, дрейфовал в Молуккском море в 30 километрах от индонезийских островов, Ветохин, дождавшись наступления темноты, повиснул с обратной стороны иллюминатора и спрыгнул с 8 метровой высоты. Проплыв около 30 километров за 20 часов, добрался до одного из островов, откуда был забран местными жителями, которые проплывали мимо острова на моторной лодке.

### В США
После прохождения юридических формальностей в Индонезии и удовлетворения запроса на политическое убежище, в начале 1980 года переехал в США, жил в Сан-Диего. Работал над автобиографической книгой «Склонен к побегу», которая была опубликована на русском языке в 1983 году, переведена на английский и выдержала несколько переизданий.
В 1989 году неправительственная организация Freedoms Foundation at Valley Forge (США) наградила Юрия Ветохина медалью «За мужество».
Вёл активную просветительскую работу, проводил лекции в США и Канаде о своём побеге и в поддержку советских диссидентов. Давал интервью, выступал на радио «Свобода».
До глубокой старости вёл активный образ жизни: водил автомобиль, подолгу плавал, рыбачил, много путешествовал.
Умер 6 марта 2022 года в городе Сан-Диего, не дожив тринадцати дней до своего 94-летия.

## Семья
- Отец: Ветохин Александр Сергеевич — агроном, инженер-экономист (ум. 1942)
- Мать: Ветохина (в девичестве Григорьева) Елизавета Яковлевна (ум. 1942)
- Супруга: Татьяна Ивановна Ветохина. Поженились в 1951 году. В разводе с 1955 года.